# Oleksînți, Borșciv
Oleksînți (în ucraineană Олексинці) este o comună în raionul Borșciv, regiunea Ternopil, Ucraina, formată numai din satul de reședință.

## Demografie
Componența lingvistică a comunei Oleksînți
     Ucraineană (99,44%)
     Alte limbi (0,56%)
Conform recensământului din 2001, majoritatea populației comunei Oleksînți era vorbitoare de ucraineană (99,44%), existând în minoritate și vorbitori de alte limbi.